# 396 (číslo)
Tři sta devadesát šest je přirozené číslo. Následuje po číslu tři sta devadesát pět a předchází číslu tři sta devadesát sedm. Římskými číslicemi se zapisuje CCCXCVI a řeckými číslicemi τϟϛ.

## Matematika
396 je:
- Abundantní číslo
- Složené číslo
- Nešťastné číslo

## Astronomie
- (396) Aeolia je planetka hlavního pásu, kterou objevil v roce 1894 Auguste Charlois

## Roky
- 396
- 396 př. n. l.